# Aksai járás

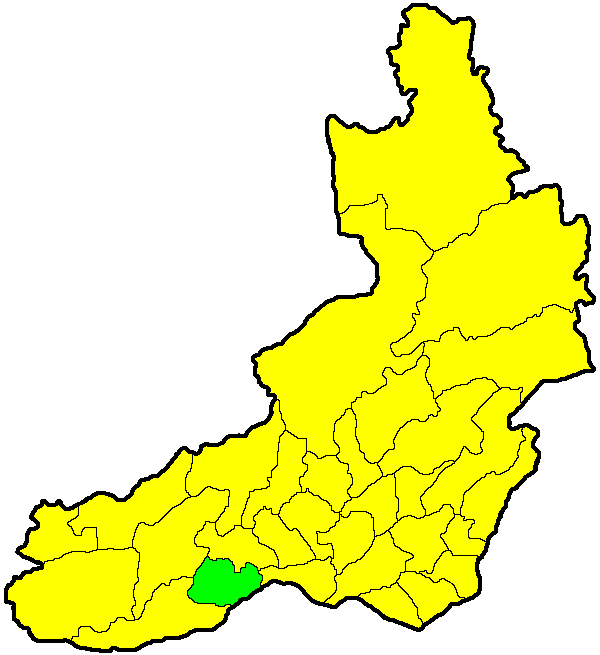
Az Aksai járás a Bajkálontúli határterületen

Az Aksai járás (oroszul Акшинский район) Oroszország egyik járása a Bajkálontúli határterületen. Székhelye Aksa.

## Népesség
- 1989-ben 14 695 lakosa volt.
- 2002-ben 12 080 lakosa volt.
- 2010-ben 10 682 lakosa volt.